# Mabuya berengerae
Mabuya berengerae är en ödleart som beskrevs av  Miralles 2006. Mabuya berengerae ingår i släktet Mabuya och familjen skinkar. Inga underarter finns listade i Catalogue of Life.